# Track (krystalografia)
Track – defekty sieci krystalicznej minerałów, powstające w wyniku działania energii powstałej przy rozszczepianiu jąder uranu. Mają one charakter kanalików długości kilkunastu mikrometrów.
Na podstawie obserwowanej liczby tracków na jednostkę powierzchni można określić wiek bezwzględny skały. Metoda ta nazywa się metodą trackową, inaczej metodą śladów spontanicznego rozpadu atomów uranu. Należy ona do metod radiogenicznych rozpoznawania bezwzględnego wieku skał. Inną taką metodą jest metoda termoluminescencja.